# U-516
U-516 — большая океанская немецкая подводная лодка типа IX-C, времён Второй мировой войны.
Заказ на постройку лодки был отдан судостроительной компании «Дойче Верке» в Гамбурге 14 февраля 1940 года. Лодка была заложена 12 мая 1941 года под строительным номером 312, спущена на воду 16 декабря 1941 года, 21 февраля 1942 года была достроена и 10 марта 1942 года под командованием корветтен-капитана Герхарда Вибе вошла в состав учебной 4-й флотилии. 1 сентября 1942 года вошла в состав 10-й флотилии, 1 октября 1944 года вошла в состав 33-й флотилии.
Лодка совершила 6 боевых походов, в которых потопила 16 судов (89 385 брт) и повредила одно судно (9 687 брт).
Во время капитуляции нацистской Германии лодка находилась в море, получив известие о прекращении войны была сдана в порту Лох-Фойл, Северная Ирландия. 14 мая 1945 года переведена в Лисахалли. Потоплена 2 января 1946 года в районе с координатами 56°06′ с. ш. 09°00′ з. д. в рамках операции «Дэдлайт».